# Svržaki
Svržaki – wieś w Słowenii, w gminie Metlika. W 2018 roku liczyła 113 mieszkańców.